# Göteborgs stad och Sävedals härads domsaga
Askims, Hisings och Sävedals domsaga (länge benämnd Askim, Västra och Östra Hisings samt Sävedals domsaga) var en domsaga i Göteborgs och Bohus län, bildad 1680. Domsagan uppgick 1870 i Askim, Västra och Östra Hisings samt Sävedals domsaga.
Domsagan lydde under Göta hovrätt. Domsagan omfattade Sävedals härad och Göteborgs stad. Justitieborgmästare i Göteborg kallades justitiarie när han höll ting i Sävedal.

## Tingslag
- Sävedals tingslag